# Mark Slouka
Mark Slouka (New York, 1958) è uno scrittore statunitense.

## Biografia
Nato nel 1958 a New York da genitori rifugiati dalla Repubblica Ceca, vive e lavora a Brewster.
Nel 1995 ha esordito con il saggio War of the Worlds e in seguito ha pubblicato altre 4 opere di saggistica, 3 romanzi e 2 raccolte di racconti vincendo nel 2014 un Premio Alex con L'età delle promesse.
Editore presso l'Harper's Magazine, suoi racconti e articolo sono apparsi presso le The Best American Series.

## Opere

### Romanzi
- God's Fool (2002)
- Il mondo svelato (The Visible World), Milano, Ponte alle Grazie, 2007 traduzione di Gloria Pastorino ISBN 978-88-7928-926-9.
- L'età delle promesse (Brewster, 2013), Milano, Ponte alle Grazie, 2014 traduzione di Silvia Piraccini ISBN 978-88-6220-883-3.

### Raccolte di racconti
- Lost Lake (1998)
- All That Is Left Is All That Matters (2018)

### Saggi
- War of the Worlds (1995)
- Essentialism (1999)
- Essays from the Nick of Time (2010)
- Real Life (2010)
- Nobody's Son (2016)

## Premi e riconoscimenti
- Guggenheim Fellowship: 2005[5]
- PEN/Diamonstein-Spielvogel Award for the Art of the Essay: 2011 vincitore con Essays from the Nick of Time[6]
- Premio O. Henry: 2012 segnalato con il racconto The Hare's Nest[7]
- Premio Alex: 2014 vincitore con L'età delle promesse